# 에비스 (도쿄도)

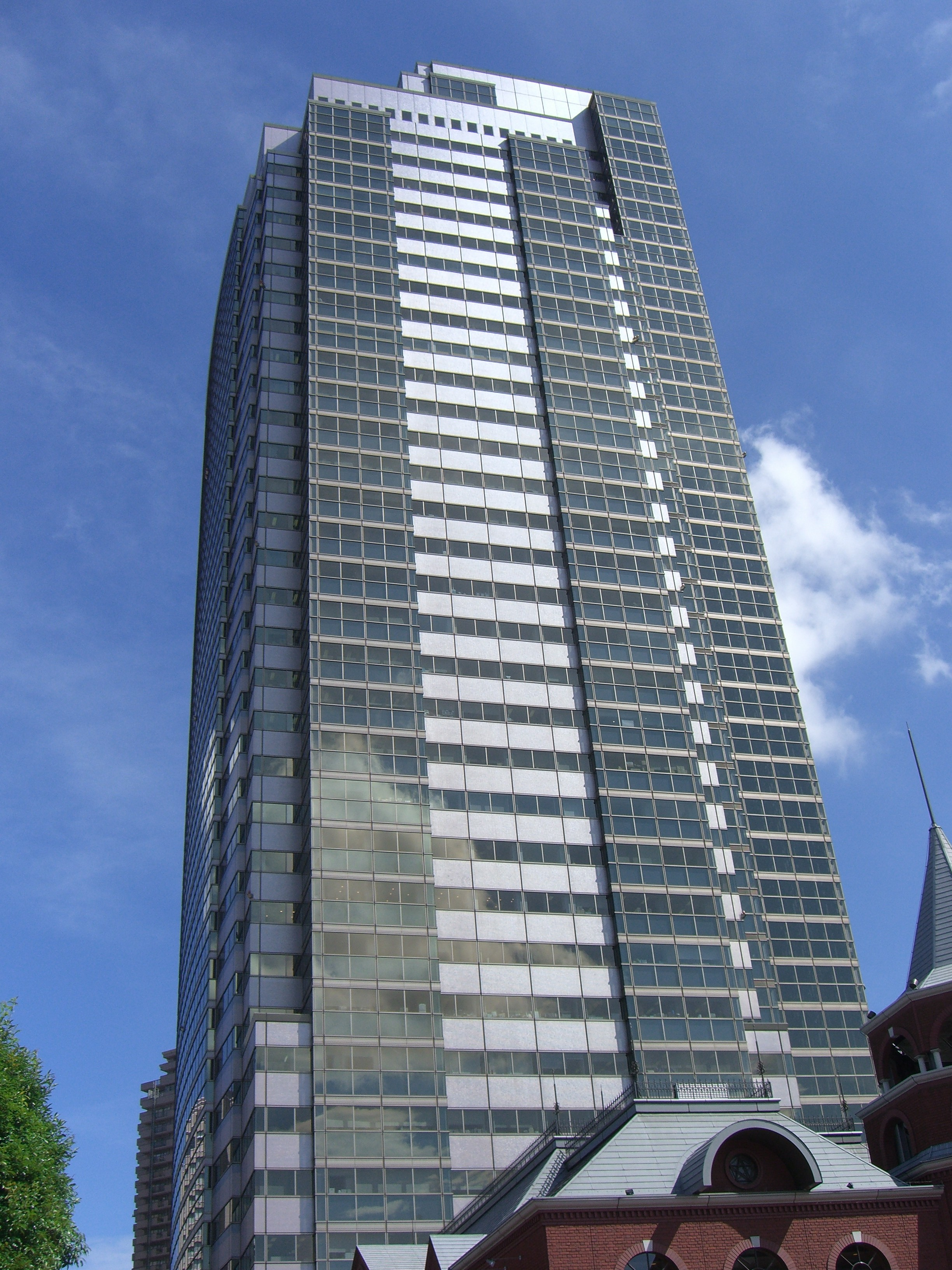
에비스가든플레이스 타워

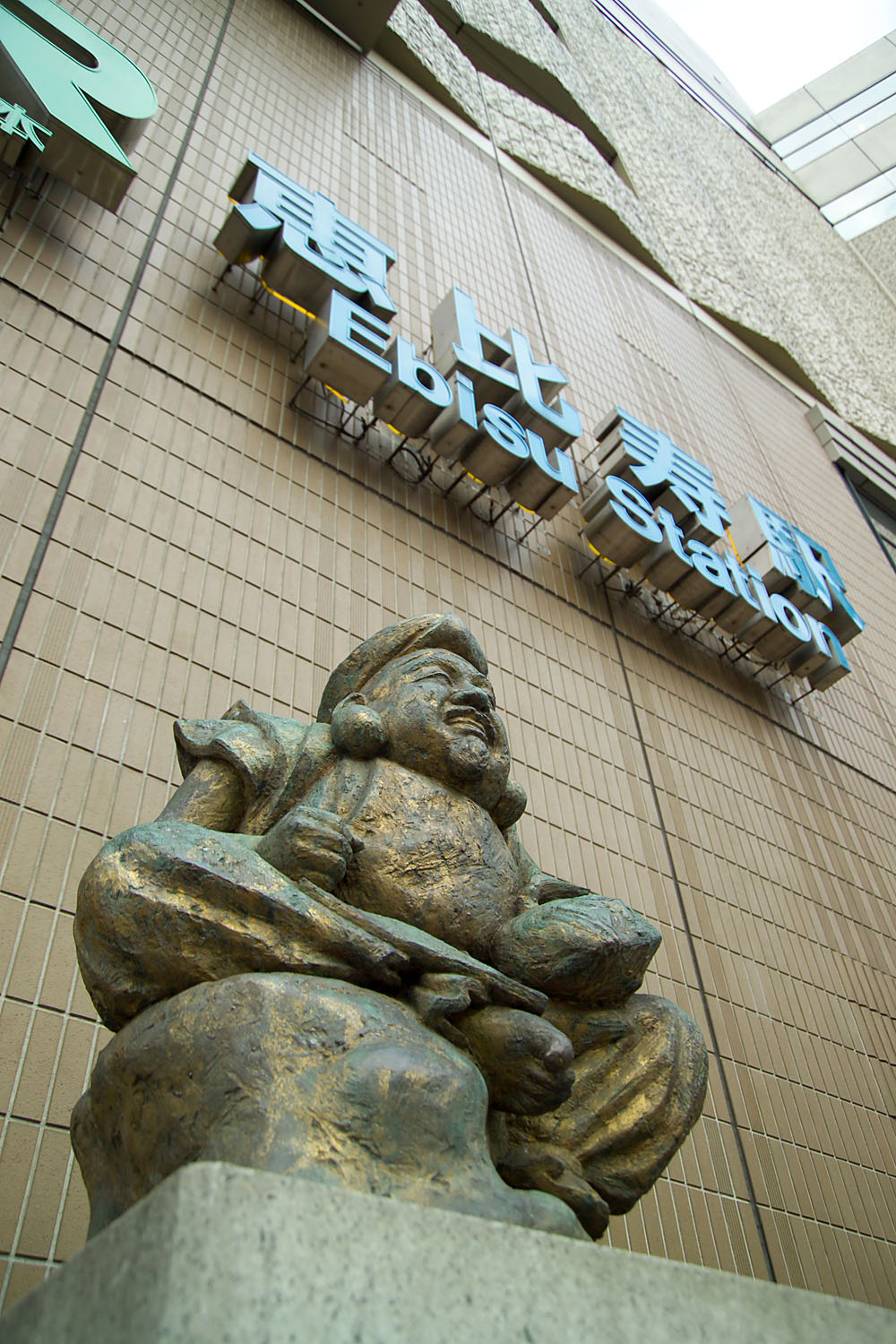
에비스 역 앞의 조각상

에비스(恵比寿)는 일본 도쿄도 시부야구에 있는 지역이다. 에비스에서 주변의 롯폰기, 중앙 시부야로 JR 야마노테 선과 히비야 선이 만나는 에비스 역을 통해 쉽게 접근할 수 있다. 이웃한 다이칸야마, 히루와 함께 최신 유행을 선도하는 장소로 부티크, 포도주 가게, 파티스리 가게가 있으며 모두 에비스 역에서 쉽게 걸어갈 수 있는 거리에 있다.
에비스의 주요 관광지는 에비스가든플레이스 주변과 웨스틴 호텔 지역을 중심으로 한다. 에비스에는 삿포로 맥주의 본사, 에비스 맥주 박물관, 도쿄 도 사진 미술관이 있으며 에비스 역 동쪽 출구로 나와서 에비스 고가로를 거쳐 쉽게 접근이 가능하다.
에비스에는 이자카야 스타일부터 영국식, 옛날 타치노미 양식의 술집에 이르기까지 많은 술집과 식당이 있다. 이들 대부분은 에비스 역 서쪽의 구시가지를 선호한다. 에비스가든플레이스 타워의 38층에는 식당이 있어 도쿄의 전망을 보며 식사를 할 수 있다.
에비스는 1928년 경에 현재의 에비스 정원 주변으로 일본 맥주 회사의 시설들이 개발되면서 세워졌다. 에비스의 유래가 된 에비스 맥주는 칠복신 중 하나로 1890년대에 일본 맥주 회사에 의해 도입되었고 오랫동안 지역민들에게 사랑받아왔다. 이 지역의 이름은 회사가 맥주의 유통을 편리하게 하기 위해 세운 철도역에서 유래되었다. 일본 맥주는 재편을 거쳐 삿포로 맥주로 이름이 바뀌게 된다. 1988년에 양조장이 지바로 이동한 후 이 지역은 에비스가든플레이스로써 재개발되었고 1994년에 대중에 개방되었다.